# Sungai Karang (Galang)
Sungai Karang is een bestuurslaag in het regentschap Deli Serdang van de provincie Noord-Sumatra, Indonesië. Sungai Karang telt 1440 inwoners (volkstelling 2010).